# 思齊四世
教宗思齊四世（拉丁語：Sergius PP. IV；？—1012年5月12日）原名伯多祿（Pietro），於羅馬出生，1009年7月31日至1012年5月12日出任教宗。

## 譯名列表
- 塞爾吉烏斯四世：來自大英百科全書線上繁體中文版[永久]。
- 瑟吉厄斯四世、塞尔吉乌斯四世：來自《世界人名翻譯大辭典》1993年版。
- 四世：來自香港天主教教區檔案　歷任教宗。